# Anisoperas proxima
Anisoperas proxima är en fjärilsart som beskrevs av Paul Dognin 1902. Anisoperas proxima ingår i släktet Anisoperas och familjen mätare. Inga underarter finns listade i Catalogue of Life.